# Silent Stream of Godless Elegy
Silent Stream of Godless Elegy ist eine tschechische Folk-Metal-Band aus Hranice na Moravě.

## Geschichte
Die Band wurde 1995 im mährischen Hranice gegründet und zog mit ihrem Debütalbum Iron schnell die Aufmerksamkeit der tschechischen Metal-Szene auf sich. Mit dem nachfolgenden Album Behind the Shadows stieg auch die Bekanntheit außerhalb Tschechiens. Der endgültige Durchbruch gelang der Band aber spätestens mit ihrem dritten Album Themes, das 2000 mit dem Grammy der tschechischen Akademie für populäre Musik ausgezeichnet wurde.
Nach mehreren Line-Up-Wechseln in den Jahren 2001 bis 2004 begann die Band mit fast vollständig neuer Besetzung an einem weiteren Album zu arbeiten. 2005 erschien schließlich beim Label Redblack das neue Album Relic Dances, das in Zusammenarbeit mit dem bekannten tschechischen Ethno-Musiker Tomáš Kočko und dem Hackbrett-Ensemble Radošov produziert wurde. Es verbindet traditionelle mährische Musik mit den harten Elementen des Doom Metal. Kritiker zeigten sich sowohl begeistert vom originellen Konzept als auch von der gelungenen Umsetzung. Zudem erhielt auch dieses Album 2004 den tschechischen Grammy (seit 2001 auch als Anděl bezeichnet) in der Kategorie Hard & Heavy.
Die Band hat seit ihrem Bestehen auf Hunderten von Konzerten und Festivals gespielt und hat dabei Bands wie Anathema, Cradle of Filth, Skyclad oder The Gathering unterstützt.

## Stil
Kennzeichnend für den Stil der Band ist eine Mischung aus hartem Doom Metal und mährischer Folklore-Musik. Sowohl die traditionellen mährischen Balladen als auch der Doom Metal sind geprägt von einer düsteren und melancholischen Grundstimmung, die sich in der Musik und in den Texten widerspiegelt. Der Gesang besteht abwechselnd aus rauem, männlichem Growling und klarem, weiblichem Gesang. Typisch für die Band ist zudem der häufige Einsatz von Cello und Violine, die zumeist eine tragende Rolle spielen.

## Diskografie

### Demos
- 1995: Apotheosis
- 1996: …Amber Sea

### Alben
- 1996: Iron
- 1998: Behind the Shadows
- 2000: Themes
- 2005: Relic Dances
- 2006: Osameli EP
- 2011: Návaz
- 2018: Smutnice